# Birger Lundström (illustratör)
Karl Birger Lundström, född 31 augusti 1909 i Sorsele församling, Västerbottens län, död 30 januari 1981 i Byske församling, Västernorrlands län
, var en svensk målare och tecknare.
Han var son till snickaren och jordbrukaren Karl Johan Lundström och Hulda Forslund och från 1952 gift med barnmorskan Inga Maria Abrahamsson. Lundström var huvudsakligen autodidakt som konstnär och bedrev självstudier under resor till Norge, Tyskland och Jugoslavien. Separat ställde han ut i Boden, Arjeplog och Sollefteå samt i samlingsutställningar med Sollefteå konstförening. Hans konst består av figurmotiv, samt framför allt karga fjällandskap, i kraftig kolorit. Som illustratör medverkade han i ett antal dagstidningar och illustrationen av Edor Burmans bok "Varg i fjällen".